# Aïto
Aïto (aussi Aïtou, Aito, arabe : أيطو) est un village situé dans le district de Zgharta dans le gouvernorat du Nord du Liban.

## Étymologie
Prononcé à l'origine Qaito (avec la lettre qaf au début), le nom pourrait signifier en araméen « été », « chaleur » ; ou « sanglier » . Il est équivalent de qaiz arabe ( قيظ), signifiant « canicule » ou « vague de chaleur », et de qayits ( קיץ)  hébreu qui signifie « été ». Le mot pourrait suggérer que Aito était une station balnéaire, étant donné l'emplacement de la ville à haute altitude, mais à seulement 27 km de la côte méditerranéenne.

## Géographie
Aïto est un village montagneux ; il occupe les pentes nord du mont Liban à une altitude comprise entre 900 et 1 300 mètres au-dessus du niveau de la mer.
Il est situé à 113 km de Beyrouth et 27 km de Tripoli, Liban.

## Démographie
1157 personnes vivent à Aito dans environ 200 maisons. Les habitants d’Aito sont généralement des adeptes de l’Église catholique maronite.
On estime également qu'environ 14 000 immigrants originaires d'Aito vivent aux États-Unis ; la plupart d'entre eux vivent à Peoria, dans l'Illinois ; ils ont formé la Itoo Society. La Société Itoo a été créée en 1914 dans plusieurs buts : créer et maintenir l'unité au sein de la communauté d'Aïto à Peoria, maintenir des liens forts avec les familles restées à Aïto et assurer le bien-être général de la communauté d'Aïto à Peoria et des citoyens du village d'Aito. Il y a également de nombreux immigrants d'Aïto qui vivent au Venezuela, en Australie, au Brésil et dans certains pays européens.

## Histoire

### Antiquité
Dans l'Antiquité, Aïto était célèbre pour ses forêts de chênes et de cèdres. Une inscription hiéroglyphique de l'Égypte ancienne envoyée par le pharaon Pépi II à l'un des rois de Byblos, demandant un certain nombre d'arbres des bois du dieu Aïtou afin d'extraire la résine utilisée par les Égyptiens pour l'embaumement, est révélatrice de l'importance des forêts d'Aïtou dans l'Antiquité. L'inscription hiéroglyphique est conservée aujourd'hui au Musée national de Beyrouth.

### Période ottomane
Après l'installation des maronites au Mont Liban au 5e siècle, il y eut à Aïto un muqaddam (en) compté parmi les chefs maronites. Le règne du muqaddam d'Aïto semble avoir été limité à la région voisine jusqu'en 1519.
En 1517, un an après le début de la domination ottomane au Liban, le muqaddam de Bcharré, Elias, décède, laissant le pouvoir de la région à son jeune fils Hanna, connu plus tard sous le nom d'Abdel Muneem.
En 1519, le muqaddam d'Aitou, Kamal Eddine Ibn Abdel Al-Wahhab, dit Ibn Ajramah (ابن عجرمة), profitant de la confusion et du jeune âge du muqaddam de Bcharré, s'empara du pouvoir à Jebbet Bsharri (pour la signification de Jebbet, voir Hadath el Jebbeh#Jebbeh). Il était marié à Sitt el-Moulouk (ست الملوك), une cousine du muqaddam de Bcharré. Sitt el-Moulouk a joué un rôle important dans la prise de pouvoir par vengeance, car la branche familiale de son père, le Cheikh Alwan, avait été évincée du pouvoir à Jebbet Bcharré auparavant.
Lors du premier recensement ottoman de Jebbet Bcharré effectué la même année, Aïto compte 28 hommes adultes, dont 24 mariés.
Le muqaddam d'Aïto, Ibn Ajramah, a gouverné Jebbet Bcharré pendant 18 ans. Il construisit un château à Aïto et accumula de grandes richesses.
En 1532, Abdel Muneem (عبد المنعم) de Bcharré réussit à reprendre le contrôle de la moitié de la région allant de Bcharré à Hadath el-Jebbeh. L'autre moitié allant de Blaouza à Aïto, resta sous le contrôle d'Ibn Ajramah d'Aito. En 1537, Abdul Muneem de Bcharré tua Ibn Ajramah d'Aito en le poignardant avec une lance. L'assassinat eut lieu dans le village de Blaouza. Ibn Ajramah a été enterré à Aito derrière l'église de Mar Sarkis. Cet épisode marque la fin des muqaddams d'Aito.
Mais l'épouse d'Ibn Ajramah, la sus-mentionnée Sitt el-Moulouk, finit par se venger en payant des mercenaires pour assassiner Abdul Muneem en 1547, mettant ainsi fin à cette dynastie de muqaddam de Bsharri car aucun descendant mâle n'était en vie.
Lors du deuxième recensement ottoman de 1571, Aito comptait 46 hommes adultes, dont 40 mariés

### Frappe israélienne en 2024
Le 14 octobre 2024, une frappe israélienne lors de la guerre entre Israël et le Hezbollah a tué 24 personnes, dont douze femmes, neuf hommes et deux enfants. Ces personnes avaient fui les bombardements israéliens sur leur ville d'origine, Aïtaroun, dans le sud du Liban (district de Bint Jbeil), et ont  péri dans un bombardement sur le nord du pays,.
Le Haut-Commissariat de l'ONU aux droits de l'homme considère que cette frappe visant une immeuble résidentiel soulève de « réelles inquiétudes concernant le droit international humanitaire », et exige une enquête indépendante,.
Amnesty International adresse à l'ONU, le 12 décembre 2024, un rapport documentant ce que cette organisation considère comme des crimes de guerre de l'armée israélienne ; parmi les quatre cas emblématiques évoqués dans le rapport figure la frappe israélienne contre Aïto.

## Monuments

### Églises
- Église Notre-Dame d'Aïto
- Église Sainte-Rafqa
- Église Saint-Domicile
- Église Saint-Joseph
- Église Saint-Serge et Saint-Bacchus Saint-Sarkis et Saint-Bakhos
- Église Saint-Simon

### Monastères
- Monastère de Saint-Simon
- Monastère de Saint-Artémios d'Antioche (Challita)

## Personnalités
- Ray LaHood, secrétaire américain aux Transports
- Joseph Hitti (en), évêque
- Hanna Alwan (en), évêque curial du Patriarcat catholique maronite d'Antioche